# Вохидзода, Хабибулло Сайдулло
Хабибулло Сайдулло Вохидзода (тадж. Ҳабибулло Сайдулло Воҳидзода; род. 21 февраля 1965, Фархорский район, Хатлонская область, Таджикская ССР, СССР) — таджикский государственный деятель. Восьмой Генеральный прокурор Республики Таджикистан с 23 января 2025 года. 

## Биография
Родился 21 февраля 1965 года в Фархорском районе Хатлонской области. Учился на юридическом факультете Таджикского государственного университета. После окончания вуза в 1988 году был направлен на работу в органы прокуратуры. Карьеру начал с должности стажёра-прокурора отдела общего надзора в прокуратуре Курган-Тюбинской области. Через месяц в июле 1988 года был переведён стажёром-следователем в Курган-Тюбе; в январе 1989 года — стажёром-следователем, а с сентября 1989 года следователем в Джиликульский район.
С февраля 1993 года работал старшим следователем по особо важным делам; с марта 1994 года — начальником отдела по контролю за исполнением законов в министерстве
безопасности и таможенном комитете Хатлонской области; с сентября 1996 года — прокурором Фархорского района. В ноябре 1998 года перешёл на работу в столицу, где сначала был прокурором Фрунзенского района, а в мае 2002 года стал прокурором города. В январе 2007 года был переведён в Генеральную прокуратуру Таджикистана на должность начальника управления кадров и делопроизводства. В марте 2011 года был назначен заместителем Генерального прокурора, проработал на этом посту до 2015 года, когда неожиданно был раскритикован президентом на заседании Совета безопасности и отставлен с должности. После этого инцидента был отправлен прокурором в Согдийскую область. 
В ноябре 2020 года возглавил Агентство по контролю за наркотиками при президенте, на этом посту активно противодействовал наркопреступности и получил известность в журналистской среде своим открытым взаимодействием со СМИ. Что резко контрастировало с тогдашним Генеральным прокурором Рахмоном Юсуфом, превратившим Генеральную прокуратуру в одно из самых закрытых государственных учреждений и неохотно контактировавшим с прессой. В феврале 2024 года вновь вернулся в Генеральную прокуратуру, став заместителем Генерального прокурора — главным военным прокурором. 23 января 2025 года был назначен Генеральным прокурором сменив на этом посту Рахмона Юсуфа Ахмадзода.

## Награды
- Медаль «Хизмати шоиста» (2018)
- Юбилейная медаль «30-летие Государственной независимости Республики Таджикистан» (2021)[3]